# 1994-es közgyűlési választások Bács-Kiskun megyében
Az 1994-es megyei közgyűlési választásokat december 11-én bonyolították le, az általános önkormányzati választások részeként.
Bács-Kiskun megyében több mint százötvenezer polgár, a szavazásra jogosultak jóval kevesebb mint a fele ment el szavazni. A szavazók tizenhárom szervezet jelöltjei közül választhattak.
A legtöbb szavazatot az MSZP kapta, második helyen az FKGP listája végzett. Hasonló eredményt ért el az SZDSZ, illetve a KDNP és az MDF közös listája. Bejutott még a Fidesz három és a Munkáspárt két képviselője, továbbá a Nagycsaládosok Országos Egyletének, a kiskunhalasi polgári körnek, valamint a megyei nyugdíjasok egy-egy megbízottja.
Három megyei szervezet viszont nem tudott képviselőt küldeni a közgyűlésbe.
A választások után az MSZP, az FKGP és a Fidesz állapodott meg együttműködésről.
A közgyűlés új elnöke Balogh László, az MSZP kistelepülési listavezetője lett.

## A választás rendszere
A megyei közgyűlési választásokat az országosan megrendezett általános önkormányzati választások részeként tartották meg. A szavazók a településük polgármesterére és a helyi képviselőkre is ekkor adhatták le a szavazataikat.
1994 őszén az országgyűlés alapvetően megváltoztatta a megyei közgyűlésekre vonatkozó választási eljárást.
A közgyűlési választásokon a községek, nagyközségek és városok polgárai szavazhattak. A megyei jogú városban élők – mivel nem tartoztak a megye joghatósága alá – nem vettek részt a megyei közgyűlés megválasztásában.
A megye területét két választókerületre osztották, az egyikbe a legfeljebb 10 ezer lakóval bíró kistelepülések, a másikba az ennél népesebb középvárosok tartoztak. A választásokon pártok, társadalmi, ill. nemzetiség szervezetek állíthattak listákat. A szavazatokat a két választókerületben külön-külön számolták össze és osztották el arányosan az adott kerületben az érvényes szavazatok 4%-át elérő szervezetek között.

### Választókerületek
|                                  | Település | Lakó    | Választó- polgár | Megyei képviselő |
| -------------------------------- | --------- | ------- | ---------------- | ---------------- |
| Kistelepülések 10 ezer lakóig    | 107       | 268 334 | 206 305          | 27               |
| Középvárosok 10 ezer lakó fölött | 9         | 186 258 | 142 509          | 19               |
| Közgyűlési választókerületek     | 116       | 454 592 | 348 814          | 46               |
| Megyei jogú város Kecskemét      | 1         | 107 970 | (81 428)         | –                |
| Összesen                         | 117       | 562 562 | (430 242)        | 46               |

Bács-Kiskun megyében a közgyűlés létszáma 46 fő volt. A kistelepülési választókerületben 27, a középvárosiban pedig 19 képviselőt választhattak meg. Kecskemét, mint megyei jogú város nem tartozott a megye joghatósága alá, s így polgáraik nem is szavazhattak a megye önkormányzatának összetételéről.
A közgyűlést a megye 105 községének és nagyközségének, illetve tizenegy városának polgárai választhatták meg. A városok közül azonban csak kilencben éltek tízezernél többen, így csak ez a kilenc tartozott a középvárosi választókerületbe.
A választásra jogosult polgárok száma 349 ezer volt. A polgárok bő negyede lakott háromezer fősnél kisebb községekben, míg kétötödük tízezer fősnél népesebb településeken élt.
A legkevesebb választópolgár a megye északnyugati részén található Újsolt (170) és a déli államhatár mentén fekvő Bácsszentgyörgy (206) községekben élt, míg a legtöbb Kiskunhalas (23 268), Kiskunfélegyháza (26 404) és Baja (30 824) városában lakott.
| A közgyűlési választók eloszlása településméret szerint | A közgyűlési választók eloszlása településméret szerint | A közgyűlési választók eloszlása településméret szerint | A közgyűlési választók eloszlása településméret szerint | A közgyűlési választók eloszlása településméret szerint | A közgyűlési választók eloszlása településméret szerint                    |
| Településméret (lakók száma)                            | Településméret (lakók száma)                            | Település                                               | Választójogosult                                        | Választójogosult                                        | Megjegyzés                                                                 |
| ------------------------------------------------------- | ------------------------------------------------------- | ------------------------------------------------------- | ------------------------------------------------------- | ------------------------------------------------------- | -------------------------------------------------------------------------- |
|                                                         |                                                         |                                                         |                                                         |                                                         |                                                                            |
| Kistelepülési választókerület                           |                                                         |                                                         |                                                         |                                                         |                                                                            |
|                                                         | 1 – 1 300                                               | 30                                                      | 18 992                                                  | 5,44%                                                   | legkisebb község: Újsolt, Bácsszentgyörgy                                  |
| 1 301 – 3 000                                           | 48                                                      | 77 300                                                  | 22,16%                                                  |                                                         |                                                                            |
| 3 001 – 5 000                                           | 19                                                      | 54 057                                                  | 15,50%                                                  |                                                         |                                                                            |
| 5 001 – 10 000                                          | 10                                                      | 55 956                                                  | 16,04%                                                  | új város: Soltvadkert és Kecel (1993)                   |                                                                            |
|                                                         |                                                         | 107                                                     | 206 305                                                 | 59,14%                                                  |                                                                            |
|                                                         |                                                         |                                                         |                                                         |                                                         |                                                                            |
| Középvárosi választókerület                             |                                                         |                                                         |                                                         |                                                         |                                                                            |
|                                                         | 10 001 – 25 000                                         | 6                                                       | 62 017                                                  | 17,78%                                                  | Jánoshalma, Lajosmizse (1993), Tiszakécske, Kiskunmajsa, Kiskőrös, Kalocsa |
| 25 000 fölött                                           | 3                                                       | 80 496                                                  | 23,08%                                                  | Kiskunhalas, Kiskunfélegyháza, Baja                     |                                                                            |
|                                                         |                                                         | 9                                                       | 142 513                                                 | 40,86%                                                  |                                                                            |
|                                                         |                                                         |                                                         |                                                         |                                                         |                                                                            |
| Összesen                                                | Összesen                                                | 116                                                     | 348 818                                                 | 100%                                                    |                                                                            |

## Előzmények

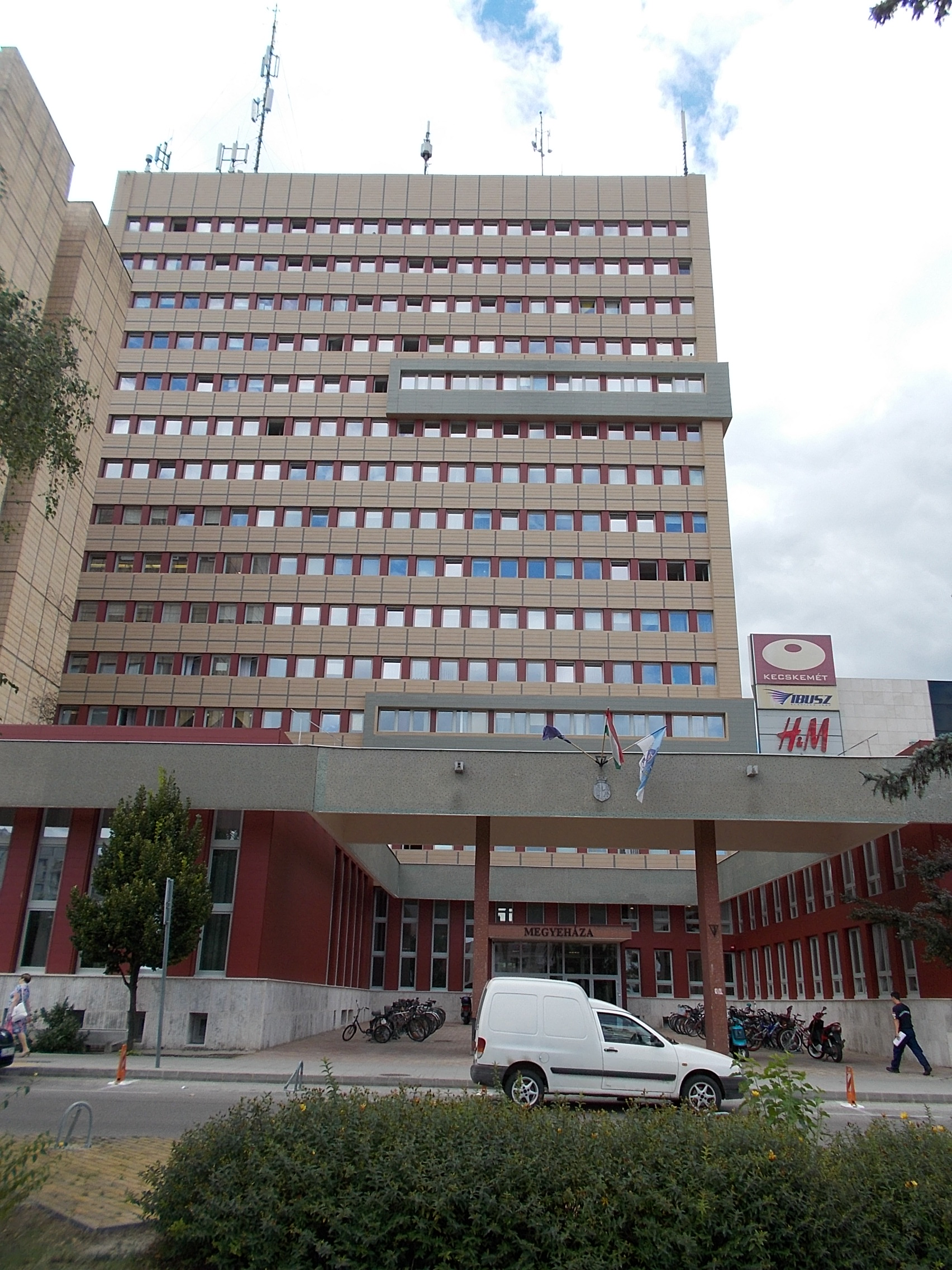
Megyeháza, Kecskemét

### 1990, az első közgyűlés
1990-ben a megyei közgyűléseket közvetett módon választották meg. A választás módjából fakadóan az eredmények párterőviszonyok kifejezésére nem voltak alkalmasak.
Az új önkormányzati rendszerben megválasztott első közgyűlés alakuló ülésére 1990. december 11-én került sor. Ezen a napon ellenjelöltek nélkül, elsöprő többséggel megválasztották a megyei közgyűlés elnökét és alelnökét is. Az elnöki széket Kőtörő Miklós, a megyei tanács közgazdasági osztályvezetője, az alelnökit pedig Balogh László, a megyei tanács szervezési és jogi osztályvezetője foglalhatta el.

## Jelöltállítás
Tizenhárom szervezet vett részt a jelöltállítási folyamatban. Mind a két választókerületben 9-9 listát állítottak, a jelöltek száma összesen 341 volt (197+144).
A listák többségét az országos pártok állították, és a jelöltek javarésze is az ő listáikon szerepelt. A hét országos párt mellett négy társadalmi és két nemzetiségi szervezet vett részt a jelöltállítási folyamatban.

### Listák
Lista állításához mind a két választókerületben külön-külön kellett ajánlásokat gyűjteni. Ezen a választáson a többes ajánlás volt érvényben, ami szerint egy választópolgár több listára is adhatott ajánlást. Az ajánlások gyűjtésére bő két hét állt rendelkezésre – november 6. és 21. között. Ez alatt az idő alatt a választókerületi polgárok 0,5%-ának ajánlását kellett megszerezni. A Bács-Kiskun megyei kistelepülési választókerületben ez 1032, a középvárosiban 713 ajánlást jelentett. Lehetőség volt önálló és közös listák állítására is. A közös listák esetében ugyanannyi ajánlásra volt szükség, mint az önállóak esetében. Arra is volt lehetőség, hogy egy szervezet csak az egyik választókerületben állítson listát, sőt arra is, hogy a két választókerületben más-más módon állítson listát.
Az országgyűlési pártok mindegyike állított listát mind a két választókerületben. Az MDF és a KDNP közösen indultak a választáson, a kistelepülési választókerületben KDNP-MDF, a középvárosiban MDF-KDNP fölállásban. A többi párt önállóan állított listát.
Mind a két választkerületben megmérettette magát a Nagycsaládosok Országos Egyesülete. A kistelepülési polgárok bizalmát kérték a megyei sportszövetségek, valamint a közös listát állító német és horvát nemzetiségi szervezetek. A középvárosi választók kegyeiért a megyei nyugdíjas szövetség, illetve a kiskunhalasi Városi Polgári Kör szállt még versenybe.
| Kistelepülési választókerület         | Kistelepülési választókerület | Kistelepülési választókerület | Kistelepülési választókerület | Szervezet    | Szervezet                                              | Szervezet    | Szervezet    | Középvárosi választókerület | Középvárosi választókerület | Középvárosi választókerület | Középvárosi választókerület |
| #.                                    | lista neve                    | típusa                        | jelöltek száma                |              | neve                                                   | jellege      | hatóköre     | #.                          | lista neve                  | típusa                      | jelöltek száma              |
| ------------------------------------- | ----------------------------- | ----------------------------- | ----------------------------- | ------------ | ------------------------------------------------------ | ------------ | ------------ | --------------------------- | --------------------------- | --------------------------- | --------------------------- |
| társadalmi és nemzetiségi szervezetek |                               |                               |                               |              |                                                        |              |              |                             |                             |                             |                             |
|                                       |                               |                               |                               |              | Városi Polgári Kör (Kiskunhalas)                       | társ.        | helyi        | 3.                          | Városi PK                   | önálló                      | 3                           |
|                                       |                               |                               |                               |              | Nyugdíjasok Bács-Kiskun Megyei Érdekvédelmi Szövetsége | társ.        | megyei       | 4.                          | Nyugdíjasok                 | önálló                      | 4                           |
| 5.                                    | Sportszövetségek              | önálló                        | 5                             |              | Bács-Kiskun Megyei Sportszövetségek Tanácsa            | társ.        | megyei       |                             |                             |                             |                             |
| 4.                                    | NOE                           | önálló                        | 7                             |              | Nagycsaládosok Országos Egyesülete                     | társ.        | országos     | 7.                          | NOE                         | önálló                      | 7                           |
| 3.                                    | Németek és horvátok           | közös                         | 20                            |              | Magyarországi Németek Szövetsége                       | nemz.        | országos     |                             |                             |                             |                             |
| 3.                                    | Németek és horvátok           | közös                         | 20                            |              | Magyarországi Horvátok Szövetsége                      | nemz.        | országos     |                             |                             |                             |                             |
| országos pártok                       |                               |                               |                               |              |                                                        |              |              |                             |                             |                             |                             |
| 2.                                    | Munkáspárt                    | önálló                        | 24                            |              | Munkáspárt                                             | párt         | országos     | 1.                          | Munkáspárt                  | önálló                      | 20                          |
| 9.                                    | FKGP                          | önálló                        | 17                            |              | Független Kisgazda-, Földmunkás- és Polgári Párt       | párt         | országos     | 8.                          | FKGP                        | önálló                      | 20                          |
| 8.                                    | KDNP-MDF                      | közös                         | 20                            |              | Kereszténydemokrata Néppárt                            | párt         | országos     | 6.                          | MDF-KDNP                    | közös                       | 12                          |
| 8.                                    | KDNP-MDF                      | közös                         | 20                            |              | Magyar Demokrata Fórum                                 | párt         | országos     | 6.                          | MDF-KDNP                    | közös                       | 12                          |
| 7.                                    | SZDSZ                         | önálló                        | 23                            |              | Szabad Demokraták Szövetsége                           | párt         | országos     | 5.                          | SZDSZ                       | önálló                      | 21                          |
| 6.                                    | Fidesz                        | önálló                        | 27                            |              | Fiatal Demokraták Szövetsége                           | párt         | országos     | 2.                          | Fidesz                      | önálló                      | 19                          |
| 1.                                    | MSZP                          | önálló                        | 54                            |              | Magyar Szocialista Párt                                | párt         | országos     | 9.                          | MSZP                        | önálló                      | 38                          |
| 9 lista                               | 9 lista                       | 9 lista                       | 197                           | 13 szervezet | 13 szervezet                                           | 13 szervezet | 13 szervezet | 9 lista                     | 9 lista                     | 9 lista                     | 144                         |

### Jelöltek
| Kistelepülési választókerület | Lista | Lista               | Középvárosi választókerület |
| ----------------------------- | ----- | ------------------- | --------------------------- |
| dr. Bacsó Mihály              |       | Fidesz              | Endre Sándor                |
| Cseh Szakáll Sándor           |       | FKGP                | dr. Ádám Pál                |
| Trepák Árpád                  |       | KDNP-MDF            |                             |
|                               |       | MDF-KDNP            | Éber András                 |
| dr. Balogh László             |       | MSZP                | Gaborják József             |
| Balog Jánosné                 |       | Munkásprt           | Erős József                 |
| Kishegyi Simon                |       | Németek és horvátok |                             |
| Kishegyi Simon                |       | Németek és horvátok |                             |
| Markolt Endre                 |       | NOE                 | Anka Vince                  |
|                               |       | Nyugdíjasok         | Miklós László               |
| Kőtörő Miklós                 |       | SZDSZ               | Török Gusztáv Andor         |
|                               |       | Városi PK           | Tóth Zoltán                 |
|                               |       |                     |                             |

| MSZP |
| --- |
| |
| dr. Balogh László |
| Mózes Ernő |
| Schindler János |
| Lengyelné László Veronika |
| Czakó István |
| \| További jelöltek \| \| ------------------------ \| \| dr. Urbán András \| \| Mamuzsits Sándor \| \| Frankó János \| \| Aranyi János \| \| Papp József \| \| dr. Gróf István \| \| Tóth Jenő \| \| Borbély Lajos \| \| dr. Száhl Imre \| \| Welchner Antal \| \| Endre Imre \| \| Laczkó Róbert \| \| Danis István \| \| dr. Borbényi Ilona \| \| Tényi Antal \| \| dr. Matos László \| \| Gottschall Péter \| \| dr. Szűcs Miklós \| \| Köteles Ilona \| \| Eifert Ferenc \| \| Frits Péter \| \| Wettstein György Péter \| \| Novák Lajos \| \| Kákonyi Károly \| \| Urbán Istvánné \| \| Visontay István \| \| Andóczi-Balogh Mária \| \| Baltás István \| \| Polgár Sándorné \| \| Vadász Miklós Árpád \| \| Kráczer László \| \| Boldogné Gál Erzsébet \| \| Galgóczi Vince \| \| dr. Vityi Istvánné \| \| Guzsván Gusztáv \| \| Vörös László \| \| Winter Istvánné \| \| dr. Zöldi Gábor \| \| Szabó Jánosné \| \| Kecskeméti István \| \| Váradi Aladár \| \| Krizsán István \| \| Magonyné Makány Anna \| \| Mészárosné dr. Solti Éva \| \| Nagy József \| \| Németh Imre \| \| Vízi Sándor \| \| Csúri Péterné \| \| Miskolczi József \| |
| További jelöltek |
| dr. Urbán András |
| Mamuzsits Sándor |
| Frankó János |
| Aranyi János |
| Papp József |
| dr. Gróf István |
| Tóth Jenő |
| Borbély Lajos |
| dr. Száhl Imre |
| Welchner Antal |
| Endre Imre |
| Laczkó Róbert |
| Danis István |
| dr. Borbényi Ilona |
| Tényi Antal |
| dr. Matos László |
| Gottschall Péter |
| dr. Szűcs Miklós |
| Köteles Ilona |
| Eifert Ferenc |
| Frits Péter |
| Wettstein György Péter |
| Novák Lajos |
| Kákonyi Károly |
| Urbán Istvánné |
| Visontay István |
| Andóczi-Balogh Mária |
| Baltás István |
| Polgár Sándorné |
| Vadász Miklós Árpád |
| Kráczer László |
| Boldogné Gál Erzsébet |
| Galgóczi Vince |
| dr. Vityi Istvánné |
| Guzsván Gusztáv |
| Vörös László |
| Winter Istvánné |
| dr. Zöldi Gábor |
| Szabó Jánosné |
| Kecskeméti István |
| Váradi Aladár |
| Krizsán István |
| Magonyné Makány Anna |
| Mészárosné dr. Solti Éva |
| Nagy József |
| Németh Imre |
| Vízi Sándor |
| Csúri Péterné |
| Miskolczi József |

| További jelöltek         |
| ------------------------ |
| dr. Urbán András         |
| Mamuzsits Sándor         |
| Frankó János             |
| Aranyi János             |
| Papp József              |
| dr. Gróf István          |
| Tóth Jenő                |
| Borbély Lajos            |
| dr. Száhl Imre           |
| Welchner Antal           |
| Endre Imre               |
| Laczkó Róbert            |
| Danis István             |
| dr. Borbényi Ilona       |
| Tényi Antal              |
| dr. Matos László         |
| Gottschall Péter         |
| dr. Szűcs Miklós         |
| Köteles Ilona            |
| Eifert Ferenc            |
| Frits Péter              |
| Wettstein György Péter   |
| Novák Lajos              |
| Kákonyi Károly           |
| Urbán Istvánné           |
| Visontay István          |
| Andóczi-Balogh Mária     |
| Baltás István            |
| Polgár Sándorné          |
| Vadász Miklós Árpád      |
| Kráczer László           |
| Boldogné Gál Erzsébet    |
| Galgóczi Vince           |
| dr. Vityi Istvánné       |
| Guzsván Gusztáv          |
| Vörös László             |
| Winter Istvánné          |
| dr. Zöldi Gábor          |
| Szabó Jánosné            |
| Kecskeméti István        |
| Váradi Aladár            |
| Krizsán István           |
| Magonyné Makány Anna     |
| Mészárosné dr. Solti Éva |
| Nagy József              |
| Németh Imre              |
| Vízi Sándor              |
| Csúri Péterné            |
| Miskolczi József         |

| Munkáspárt |
| --- |
| |
| Balog Jánosné |
| Tóth Éva |
| Kalapos Mária |
| Kurucz József |
| Törőcsik Béla |
| \| További jelöltek \| \| --------------------- \| \| K. Tóth Ferenc \| \| Mezőlaki Jánosné \| \| Pigniczki Ferenc \| \| Lakatos Lajos \| \| Szalai Gábor \| \| Molnár Ferenc \| \| Dervalis György \| \| Miskolczi Sándorné \| \| Dujmov István \| \| Bredák János \| \| Boda László \| \| Szöllősi Sándor \| \| Maróti Dezső \| \| Kovács Andrásné \| \| Bakai József \| \| Nagy István Zoltánné \| \| Pollákné Kollár Mária \| \| Kelemen Ferenc \| \| Kelemen Ferenc \| |
| További jelöltek |
| K. Tóth Ferenc |
| Mezőlaki Jánosné |
| Pigniczki Ferenc |
| Lakatos Lajos |
| Szalai Gábor |
| Molnár Ferenc |
| Dervalis György |
| Miskolczi Sándorné |
| Dujmov István |
| Bredák János |
| Boda László |
| Szöllősi Sándor |
| Maróti Dezső |
| Kovács Andrásné |
| Bakai József |
| Nagy István Zoltánné |
| Pollákné Kollár Mária |
| Kelemen Ferenc |
| Kelemen Ferenc |

| További jelöltek      |
| --------------------- |
| K. Tóth Ferenc        |
| Mezőlaki Jánosné      |
| Pigniczki Ferenc      |
| Lakatos Lajos         |
| Szalai Gábor          |
| Molnár Ferenc         |
| Dervalis György       |
| Miskolczi Sándorné    |
| Dujmov István         |
| Bredák János          |
| Boda László           |
| Szöllősi Sándor       |
| Maróti Dezső          |
| Kovács Andrásné       |
| Bakai József          |
| Nagy István Zoltánné  |
| Pollákné Kollár Mária |
| Kelemen Ferenc        |
| Kelemen Ferenc        |

| Németek és horvátok |
| --- |
| |
| Kishegyi Simon |
| Osztrogonácz József |
| Kubatov János |
| dr. Koch József |
| Sibalin József |
| \| További jelöltek \| \| --------------------------- \| \| Krix János \| \| Hodovánné Gyukics Gabriella \| \| Sokacz Antalné Bien Teréz \| \| Angeli Mátyás \| \| Mándics Izabella \| \| Ollmann József \| \| Csicsorné Polyák Judit \| \| Müller Erhard József \| \| Jurich Istvánné \| \| Sziegl György \| \| Hómann Antal \| \| Kubatov János Iván \| \| ifj. Rettig Vendel \| \| dr. Knáb Erzsébet \| \| Kishegyi Viktória \| |
| További jelöltek |
| Krix János |
| Hodovánné Gyukics Gabriella |
| Sokacz Antalné Bien Teréz |
| Angeli Mátyás |
| Mándics Izabella |
| Ollmann József |
| Csicsorné Polyák Judit |
| Müller Erhard József |
| Jurich Istvánné |
| Sziegl György |
| Hómann Antal |
| Kubatov János Iván |
| ifj. Rettig Vendel |
| dr. Knáb Erzsébet |
| Kishegyi Viktória |

| További jelöltek            |
| --------------------------- |
| Krix János                  |
| Hodovánné Gyukics Gabriella |
| Sokacz Antalné Bien Teréz   |
| Angeli Mátyás               |
| Mándics Izabella            |
| Ollmann József              |
| Csicsorné Polyák Judit      |
| Müller Erhard József        |
| Jurich Istvánné             |
| Sziegl György               |
| Hómann Antal                |
| Kubatov János Iván          |
| ifj. Rettig Vendel          |
| dr. Knáb Erzsébet           |
| Kishegyi Viktória           |

| NOE                                                                                           |
| --------------------------------------------------------------------------------------------- |
|                                                                                               |
| Markolt Endre                                                                                 |
| dr. Pál László                                                                                |
| dr. Michna Ottó                                                                               |
| Kőhegyi László                                                                                |
| Hegedűs Béla                                                                                  |
| \| További jelöltek \| \| ------------------- \| \| Rosta Ferenc \| \| Mariánovich Félixné \| |
| További jelöltek                                                                              |
| Rosta Ferenc                                                                                  |
| Mariánovich Félixné                                                                           |

| További jelöltek    |
| ------------------- |
| Rosta Ferenc        |
| Mariánovich Félixné |

| Sportszövetségek     |
| -------------------- |
|                      |
| Szabó Mihály         |
| Sárossy László       |
| dr. Szabó Veronika   |
| Szabó József (Ötvös) |
| Vereb István         |

| Fidesz |
| --- |
| |
| dr. Bacsó Mihály |
| dr. Zombor Gábor |
| Kovács Ernő |
| Zsigó Róbert |
| Vasaji Sándor |
| \| További jelöltek \| \| ----------------------------------- \| \| Molnár István \| \| Vidovics Gábor \| \| Bánfi Attila \| \| Roskó Miklósné Boldogh Katalin \| \| Varga Jánosné \| \| Farkas Gergely \| \| Józsa Lászlóné Tóth Márta \| \| dr. Malatinszkiné dr. Magony Amália \| \| Gyöngyi László \| \| ifj. Bozóki László \| \| Fercsák Róbert \| \| Leviczky Cirill \| \| Tóth István \| \| dr. Schindler Árpád \| \| Juhász Árpád \| \| Pataki István \| \| Törökné Füstös Éva \| \| Szabó Gábor \| \| Jankovszki Zoltán \| \| dr. Varga Márton \| \| Tapodi József \| \| Péter József Mihály \| |
| További jelöltek |
| Molnár István |
| Vidovics Gábor |
| Bánfi Attila |
| Roskó Miklósné Boldogh Katalin |
| Varga Jánosné |
| Farkas Gergely |
| Józsa Lászlóné Tóth Márta |
| dr. Malatinszkiné dr. Magony Amália |
| Gyöngyi László |
| ifj. Bozóki László |
| Fercsák Róbert |
| Leviczky Cirill |
| Tóth István |
| dr. Schindler Árpád |
| Juhász Árpád |
| Pataki István |
| Törökné Füstös Éva |
| Szabó Gábor |
| Jankovszki Zoltán |
| dr. Varga Márton |
| Tapodi József |
| Péter József Mihály |

| További jelöltek                    |
| ----------------------------------- |
| Molnár István                       |
| Vidovics Gábor                      |
| Bánfi Attila                        |
| Roskó Miklósné Boldogh Katalin      |
| Varga Jánosné                       |
| Farkas Gergely                      |
| Józsa Lászlóné Tóth Márta           |
| dr. Malatinszkiné dr. Magony Amália |
| Gyöngyi László                      |
| ifj. Bozóki László                  |
| Fercsák Róbert                      |
| Leviczky Cirill                     |
| Tóth István                         |
| dr. Schindler Árpád                 |
| Juhász Árpád                        |
| Pataki István                       |
| Törökné Füstös Éva                  |
| Szabó Gábor                         |
| Jankovszki Zoltán                   |
| dr. Varga Márton                    |
| Tapodi József                       |
| Péter József Mihály                 |

| SZDSZ |
| --- |
| |
| Kőtörő Miklós |
| Berkecz László |
| Deák István |
| Vajda Zoltán |
| Schön Ferenc |
| \| További jelöltek \| \| ------------------------ \| \| Égető Árpád \| \| dr. Bak István \| \| dr. Bednárné Kiss Ildikó \| \| Sarró János \| \| dr. Pulius Tibor \| \| Seres Lajosné \| \| Hidasi Antal \| \| dr. Horváth Csaba \| \| Dabi Sándor \| \| Halmágyi Miklós \| \| Hegedűs Károly \| \| Kothencz József \| \| Lendvainé Erki Mária \| \| Nagy Tibor \| \| Kecskés István \| \| Pócs Márton \| \| ifj. Schultz János \| \| Toldi Sándor \| |
| További jelöltek |
| Égető Árpád |
| dr. Bak István |
| dr. Bednárné Kiss Ildikó |
| Sarró János |
| dr. Pulius Tibor |
| Seres Lajosné |
| Hidasi Antal |
| dr. Horváth Csaba |
| Dabi Sándor |
| Halmágyi Miklós |
| Hegedűs Károly |
| Kothencz József |
| Lendvainé Erki Mária |
| Nagy Tibor |
| Kecskés István |
| Pócs Márton |
| ifj. Schultz János |
| Toldi Sándor |

| További jelöltek         |
| ------------------------ |
| Égető Árpád              |
| dr. Bak István           |
| dr. Bednárné Kiss Ildikó |
| Sarró János              |
| dr. Pulius Tibor         |
| Seres Lajosné            |
| Hidasi Antal             |
| dr. Horváth Csaba        |
| Dabi Sándor              |
| Halmágyi Miklós          |
| Hegedűs Károly           |
| Kothencz József          |
| Lendvainé Erki Mária     |
| Nagy Tibor               |
| Kecskés István           |
| Pócs Márton              |
| ifj. Schultz János       |
| Toldi Sándor             |

| KNDP-MDF |
| --- |
| |
| Trepák Árpád |
| Karsai Péter |
| Besesek Béla |
| Anka Balázs |
| Kiss Csepregi Ákos |
| \| További jelöltek \| \| ------------------------ \| \| Szente Kákoly \| \| dr. Kerényi János \| \| dr. Pánczél Gyula \| \| dr. Réfy Miklós \| \| Király Sándor \| \| dr. Vidéki Mihály \| \| dr. Siklósi Csaba László \| \| Csáki Béla \| \| Szabó Gellért \| \| Ivanics István \| \| Diós Márton \| \| Nagy Ferenc \| \| Túri Mihály \| \| Horváth Gábor \| \| Boros Sándor \| |
| További jelöltek |
| Szente Kákoly |
| dr. Kerényi János |
| dr. Pánczél Gyula |
| dr. Réfy Miklós |
| Király Sándor |
| dr. Vidéki Mihály |
| dr. Siklósi Csaba László |
| Csáki Béla |
| Szabó Gellért |
| Ivanics István |
| Diós Márton |
| Nagy Ferenc |
| Túri Mihály |
| Horváth Gábor |
| Boros Sándor |

| További jelöltek         |
| ------------------------ |
| Szente Kákoly            |
| dr. Kerényi János        |
| dr. Pánczél Gyula        |
| dr. Réfy Miklós          |
| Király Sándor            |
| dr. Vidéki Mihály        |
| dr. Siklósi Csaba László |
| Csáki Béla               |
| Szabó Gellért            |
| Ivanics István           |
| Diós Márton              |
| Nagy Ferenc              |
| Túri Mihály              |
| Horváth Gábor            |
| Boros Sándor             |

| FKGP |
| --- |
| |
| Cseh Szakáll Sándor |
| Balogh József |
| Urbán László |
| dr. Mihályi Lászlóné |
| Szabó Imre |
| \| További jelöltek \| \| --------------------- \| \| Hirsch Imre \| \| Tisóczki József \| \| Makány Ferenc \| \| Potóczki István \| \| Pencz Gyula \| \| Vörösmarty László \| \| dr. Kazinczi Ferencné \| \| Molnár Imre \| \| Kovács Istvánné \| \| Soósné Kapitány Mária \| \| Koprivanacz Istvánné \| \| Bukor Ferenc \| |
| További jelöltek |
| Hirsch Imre |
| Tisóczki József |
| Makány Ferenc |
| Potóczki István |
| Pencz Gyula |
| Vörösmarty László |
| dr. Kazinczi Ferencné |
| Molnár Imre |
| Kovács Istvánné |
| Soósné Kapitány Mária |
| Koprivanacz Istvánné |
| Bukor Ferenc |

| További jelöltek      |
| --------------------- |
| Hirsch Imre           |
| Tisóczki József       |
| Makány Ferenc         |
| Potóczki István       |
| Pencz Gyula           |
| Vörösmarty László     |
| dr. Kazinczi Ferencné |
| Molnár Imre           |
| Kovács Istvánné       |
| Soósné Kapitány Mária |
| Koprivanacz Istvánné  |
| Bukor Ferenc          |

| Munkáspárt |
| --- |
| |
| Erős József |
| Gémes Gábor |
| Kollár Károly |
| Gila Istvánné |
| Tajcs Sándor |
| \| További jelöltek \| \| ----------------- \| \| Ádám Nándor \| \| Szerencsés István \| \| László Tibor \| \| Nincsics Sándor \| \| Papp Tibor \| \| Fehér István \| \| Pető István \| \| Mágori Sándor \| \| Tokár Károly \| \| Szarvas József \| \| Szemző Ferenc \| \| Sztanity Ferenc \| \| Abaházi Béla \| \| Molnár József \| \| Becsi Lajos \| |
| További jelöltek |
| Ádám Nándor |
| Szerencsés István |
| László Tibor |
| Nincsics Sándor |
| Papp Tibor |
| Fehér István |
| Pető István |
| Mágori Sándor |
| Tokár Károly |
| Szarvas József |
| Szemző Ferenc |
| Sztanity Ferenc |
| Abaházi Béla |
| Molnár József |
| Becsi Lajos |

| További jelöltek  |
| ----------------- |
| Ádám Nándor       |
| Szerencsés István |
| László Tibor      |
| Nincsics Sándor   |
| Papp Tibor        |
| Fehér István      |
| Pető István       |
| Mágori Sándor     |
| Tokár Károly      |
| Szarvas József    |
| Szemző Ferenc     |
| Sztanity Ferenc   |
| Abaházi Béla      |
| Molnár József     |
| Becsi Lajos       |

| Fidesz |
| --- |
| |
| Endre Sándor |
| dr. Ádor Sándor |
| Schóber Ottó |
| Krammer Balázs |
| Katymári László |
| \| További jelöltek \| \| ------------------ \| \| Nyitrai András \| \| Elek János \| \| Hertelendy László \| \| Seres László \| \| Eöry Kálmán \| \| Istvánfi János \| \| Haracsi Éva \| \| Sőrés Sándor \| \| dr. Szvétek József \| \| dr. Borbényi Imre \| \| Szabó László \| \| Schal Tibor \| \| Ádám Erika \| \| Bacsó Mónika \| |
| További jelöltek |
| Nyitrai András |
| Elek János |
| Hertelendy László |
| Seres László |
| Eöry Kálmán |
| Istvánfi János |
| Haracsi Éva |
| Sőrés Sándor |
| dr. Szvétek József |
| dr. Borbényi Imre |
| Szabó László |
| Schal Tibor |
| Ádám Erika |
| Bacsó Mónika |

| További jelöltek   |
| ------------------ |
| Nyitrai András     |
| Elek János         |
| Hertelendy László  |
| Seres László       |
| Eöry Kálmán        |
| Istvánfi János     |
| Haracsi Éva        |
| Sőrés Sándor       |
| dr. Szvétek József |
| dr. Borbényi Imre  |
| Szabó László       |
| Schal Tibor        |
| Ádám Erika         |
| Bacsó Mónika       |

| Városi PK          |
| ------------------ |
|                    |
| Tóth Zoltán        |
| Barkóczi Ferenc    |
| dr. Kecskés István |
|                    |
|                    |

| Nyugdíjasok       |
| ----------------- |
|                   |
| Miklós László     |
| Novák Sándor      |
| Marton Imre       |
| dr. Kurucz Sándor |
|                   |

| SZDSZ |
| --- |
| |
| Török Gusztáv Andor |
| Cserháti János |
| Kiss Kálmán Tibor |
| Vas Benő |
| dr. Fekete Lászlóné |
| \| További jelöltek \| \| --------------------- \| \| Faludi Tamás \| \| dr. Andriska Géza \| \| Faludi László \| \| Baranyai János \| \| Bozó István \| \| ifj. Brachinger Tamás \| \| dr. Héjja István \| \| Horváth Imre \| \| Lakatos László \| \| Palov Pálné \| \| Somosi György \| \| dr. Szabó Endréné \| \| Szathmáry István \| \| Tarjányi Andrásné \| \| Valentovics István \| \| Zsirmon István \| |
| További jelöltek |
| Faludi Tamás |
| dr. Andriska Géza |
| Faludi László |
| Baranyai János |
| Bozó István |
| ifj. Brachinger Tamás |
| dr. Héjja István |
| Horváth Imre |
| Lakatos László |
| Palov Pálné |
| Somosi György |
| dr. Szabó Endréné |
| Szathmáry István |
| Tarjányi Andrásné |
| Valentovics István |
| Zsirmon István |

| További jelöltek      |
| --------------------- |
| Faludi Tamás          |
| dr. Andriska Géza     |
| Faludi László         |
| Baranyai János        |
| Bozó István           |
| ifj. Brachinger Tamás |
| dr. Héjja István      |
| Horváth Imre          |
| Lakatos László        |
| Palov Pálné           |
| Somosi György         |
| dr. Szabó Endréné     |
| Szathmáry István      |
| Tarjányi Andrásné     |
| Valentovics István    |
| Zsirmon István        |

| MDF-KDNP |
| --- |
| |
| Éber András |
| dr. Frigyes Ferenc |
| Fekete Pál |
| Tarján Levente |
| Zsigó Viktor |
| \| További jelöltek \| \| ---------------- \| \| Szakál Lajos \| \| Terbe Zoltán \| \| Matusik István \| \| Szilágyi Imre \| \| Török Endre \| \| Kozicz János \| |
| További jelöltek |
| Szakál Lajos |
| Terbe Zoltán |
| Matusik István |
| Szilágyi Imre |
| Török Endre |
| Kozicz János |

| További jelöltek |
| ---------------- |
| Szakál Lajos     |
| Terbe Zoltán     |
| Matusik István   |
| Szilágyi Imre    |
| Török Endre      |
| Kozicz János     |

| NOE                                                                                             |
| ----------------------------------------------------------------------------------------------- |
|                                                                                                 |
| Anka Vince                                                                                      |
| Damásdi Dénes                                                                                   |
| dr. Michna Ottóné                                                                               |
| ifj. Szabó Zoltán                                                                               |
| Kecskés Béla                                                                                    |
| \| További jelöltek \| \| ------------------ \| \| dr. Termes Ágnes \| \| Fricska Nagy János \| |
| További jelöltek                                                                                |
| dr. Termes Ágnes                                                                                |
| Fricska Nagy János                                                                              |

| További jelöltek   |
| ------------------ |
| dr. Termes Ágnes   |
| Fricska Nagy János |

| FKGP |
| --- |
| |
| dr. Ádám Pál |
| Kalmár József |
| Oláh Attila |
| Szablics István |
| Csordás Sándor |
| \| További jelöltek \| \| ----------------------- \| \| Patyi László Zoltán \| \| Sávai László Gergely \| \| Lasztovicza Jenő \| \| Heródek Mihály \| \| dr. Lipokatich József \| \| ifj. Juhász Pintér Márk \| \| dr. Franek Béla \| \| Hajdú Gyula \| \| dr. Vajtai István \| \| dr. Kovács László \| \| Berecz József \| \| Papp Zoltán \| \| dr. Lakos Kálmán \| \| Börzsönyi József \| \| Csatári József \| |
| További jelöltek |
| Patyi László Zoltán |
| Sávai László Gergely |
| Lasztovicza Jenő |
| Heródek Mihály |
| dr. Lipokatich József |
| ifj. Juhász Pintér Márk |
| dr. Franek Béla |
| Hajdú Gyula |
| dr. Vajtai István |
| dr. Kovács László |
| Berecz József |
| Papp Zoltán |
| dr. Lakos Kálmán |
| Börzsönyi József |
| Csatári József |

| További jelöltek        |
| ----------------------- |
| Patyi László Zoltán     |
| Sávai László Gergely    |
| Lasztovicza Jenő        |
| Heródek Mihály          |
| dr. Lipokatich József   |
| ifj. Juhász Pintér Márk |
| dr. Franek Béla         |
| Hajdú Gyula             |
| dr. Vajtai István       |
| dr. Kovács László       |
| Berecz József           |
| Papp Zoltán             |
| dr. Lakos Kálmán        |
| Börzsönyi József        |
| Csatári József          |

| MSZP |
| --- |
| |
| Gaborják József |
| Széll Péter |
| Ficsór József |
| Szabó Károly |
| dr. Molnár Gábor |
| \| További jelöltek \| \| --------------------------- \| \| Bella László \| \| Juhász István József \| \| Csernus Ferenc \| \| dr. Faragó Gyula \| \| Radnai István \| \| Molnár Mihály \| \| Magos András \| \| Szemkeő Péter \| \| dr. Pazár László \| \| Horváth Gáborné dr. \| \| Mester Sándor \| \| Farkas Gábor \| \| Kapitány Ferenc \| \| Wlacsil Tibor \| \| Udvardi Zoltán \| \| Nigrényi László \| \| Bányai András \| \| Bessenyi István \| \| Ádám János \| \| Markovics Józsefné \| \| Bánó István Miklós \| \| Rostás László \| \| Szabó Tibor \| \| Rigó László \| \| Barna György \| \| Hajdú Zoltán \| \| Györk Ernőné \| \| Szabó Gábor Ferenc \| \| dr. Sümegi Annamária \| \| dr. Tompa László \| \| Tóth József \| \| Putyoráné dr. Tanács Eszter \| \| Pozsgai Zoltán \| |
| További jelöltek |
| Bella László |
| Juhász István József |
| Csernus Ferenc |
| dr. Faragó Gyula |
| Radnai István |
| Molnár Mihály |
| Magos András |
| Szemkeő Péter |
| dr. Pazár László |
| Horváth Gáborné dr. |
| Mester Sándor |
| Farkas Gábor |
| Kapitány Ferenc |
| Wlacsil Tibor |
| Udvardi Zoltán |
| Nigrényi László |
| Bányai András |
| Bessenyi István |
| Ádám János |
| Markovics Józsefné |
| Bánó István Miklós |
| Rostás László |
| Szabó Tibor |
| Rigó László |
| Barna György |
| Hajdú Zoltán |
| Györk Ernőné |
| Szabó Gábor Ferenc |
| dr. Sümegi Annamária |
| dr. Tompa László |
| Tóth József |
| Putyoráné dr. Tanács Eszter |
| Pozsgai Zoltán |

| További jelöltek            |
| --------------------------- |
| Bella László                |
| Juhász István József        |
| Csernus Ferenc              |
| dr. Faragó Gyula            |
| Radnai István               |
| Molnár Mihály               |
| Magos András                |
| Szemkeő Péter               |
| dr. Pazár László            |
| Horváth Gáborné dr.         |
| Mester Sándor               |
| Farkas Gábor                |
| Kapitány Ferenc             |
| Wlacsil Tibor               |
| Udvardi Zoltán              |
| Nigrényi László             |
| Bányai András               |
| Bessenyi István             |
| Ádám János                  |
| Markovics Józsefné          |
| Bánó István Miklós          |
| Rostás László               |
| Szabó Tibor                 |
| Rigó László                 |
| Barna György                |
| Hajdú Zoltán                |
| Györk Ernőné                |
| Szabó Gábor Ferenc          |
| dr. Sümegi Annamária        |
| dr. Tompa László            |
| Tóth József                 |
| Putyoráné dr. Tanács Eszter |
| Pozsgai Zoltán              |

## A szavazás menete
A választást 1994. december 11-én bonyolították le. A választópolgárok reggel 6 órától kezdve adhatták le a szavazataikat, egészen a 19 órás urnazárásig.
A választás menetében nagyobb zavarról nem született tudósítás. A szavazás napján Harta községben fél órára kimaradt az áramszolgáltatás, ezalatt petróleumlámpával világítottak.

### Részvétel
| szavazó 43,9% | távolmaradó 56,1% |

| érvényes 92,7% |

| szavazó 43,9% | távolmaradó 56,1% |

| érvényes 92,7% |

Kilenc polgár közül négy ment el szavazni
A 349 ezer szavazásra jogosult polgárból 153 ezer vett részt a választásokon (44%). Közülük tizenegyezren szavaztak érvénytelenül (7,3%).
A részvételi hajlandóság eltérő volt a két választókerületben, míg a kistelepüléseken a polgárok több mint 48%-a ment el szavazni, addig a középvárosi kerületben ez az arány alig haladta meg a 37%-ot. A választói kedv épp az egyik legkisebb településen volt a legmagasabb (Bácsszentgyörgy, 81%), a legalacsonyabb pedig a Kecskemét határában fekvő Helvécián volt (32%).
Az érvénytelen szavazatok aránya mind a két választókerületben magas volt (7,8%-6,5%).
| Részvételi adatok választókerületi bontásban | Részvételi adatok választókerületi bontásban | Részvételi adatok választókerületi bontásban | Részvételi adatok választókerületi bontásban | Részvételi adatok választókerületi bontásban | Részvételi adatok választókerületi bontásban | Részvételi adatok választókerületi bontásban | Részvételi adatok választókerületi bontásban | Részvételi adatok választókerületi bontásban | Részvételi adatok választókerületi bontásban | Részvételi adatok választókerületi bontásban | Részvételi adatok választókerületi bontásban |
|                                              |                                              |                                              |                                              | Kistelepülési választókerület                | Kistelepülési választókerület                | Kistelepülési választókerület                |                                              | Középvárosi választókerület                  | Középvárosi választókerület                  | Középvárosi választókerület                  |                                              |
|                                              | jogosultak arányában                         | szavazók arányában                           |                                              | jogosultak arányában                         | szavazók arányában                           |                                              |                                              |                                              |                                              |                                              |                                              |
| -------------------------------------------- | -------------------------------------------- | -------------------------------------------- | -------------------------------------------- | -------------------------------------------- | -------------------------------------------- | -------------------------------------------- | -------------------------------------------- | -------------------------------------------- | -------------------------------------------- | -------------------------------------------- | -------------------------------------------- |
| Választójogosult                             | Választójogosult                             | Választójogosult                             |                                              | 206 345                                      |                                              |                                              |                                              | 142 586                                      |                                              |                                              |                                              |
|                                              | Szavazó                                      | Szavazó                                      | 100 147                                      | 48,53%                                       |                                              | 52 971                                       | 37,15%                                       |                                              |                                              |                                              |                                              |
|                                              | érvényes szavazólap                          | 92 370                                       | 44,76%                                       | 92,23%                                       | 49 542                                       | 34,75%                                       | 93,53%                                       |                                              |                                              |                                              |                                              |
| érvénytelen és hiányzó                       | 7 777                                        | 3,77%                                        | 7,77%                                        | 3 429                                        | 2,40%                                        | 6,47%                                        |                                              |                                              |                                              |                                              |                                              |
| Távolmaradó                                  | Távolmaradó                                  | 106 198                                      | 51,47%                                       |                                              | 89 615                                       | 62,85%                                       |                                              |                                              |                                              |                                              |                                              |
|                                              |                                              |                                              |                                              |                                              |                                              |                                              |                                              |                                              |                                              |                                              |                                              |

| Részvételi adatok településméret szerint | Részvételi adatok településméret szerint | Részvételi adatok településméret szerint | Részvételi adatok településméret szerint | Részvételi adatok településméret szerint | Részvételi adatok településméret szerint | Részvételi adatok településméret szerint   |
| Lakók száma                              | Lakók száma                              | Település                                | Választó- jogosult                       | Szavazó                                  | Részvétel                                | Legnagyobb/legkisebb részvétel             |
| ---------------------------------------- | ---------------------------------------- | ---------------------------------------- | ---------------------------------------- | ---------------------------------------- | ---------------------------------------- | ------------------------------------------ |
|                                          |                                          |                                          |                                          |                                          |                                          |                                            |
| Kistelepülési választókerület            |                                          |                                          |                                          |                                          |                                          |                                            |
|                                          | 1 – 1 300                                | 30                                       | 18 993                                   | 11 898                                   | 62,64%                                   | Bácsszentgyörgy 80,58% Csólyospálos 32,27% |
| 1 301 – 3 000                            | 48                                       | 77 322                                   | 39 486                                   | 51,07%                                   |                                          | Bácsszentgyörgy 80,58% Csólyospálos 32,27% |
| 3 001 – 5 000                            | 19                                       | 54 064                                   | 25 149                                   | 46,52%                                   | Hajós 63,58% Helvécia 31,52%             |                                            |
| 5 001 – 10 000                           | 10                                       | 55 966                                   | 23 611                                   | 42,19%                                   | Hajós 63,58% Helvécia 31,52%             |                                            |
|                                          |                                          | 107                                      | 206 345                                  | 100 144                                  | 48,53%                                   |                                            |
|                                          |                                          |                                          |                                          |                                          |                                          |                                            |
| Középvárosi választókerület              |                                          |                                          |                                          |                                          |                                          |                                            |
|                                          | 10 001 – 25 000                          | 6                                        | 62 038                                   | 25 376                                   | 40,90%                                   | Kalocsa 46,11% Baja 33,27%                 |
| 25 000 fölött                            | 3                                        | 80 548                                   | 27 595                                   | 34,26%                                   |                                          | Kalocsa 46,11% Baja 33,27%                 |
|                                          |                                          | 9                                        | 142 586                                  | 52 971                                   | 37,15%                                   |                                            |
|                                          |                                          |                                          |                                          |                                          |                                          |                                            |
| Összesen                                 | Összesen                                 | 116                                      | 348 931                                  | 153 115                                  | 43,88%                                   |                                            |

## Eredmények
| Lista    | Lista               | Érvényes szavazat | Érvényes szavazat | Küszöb | Küszöb | Képviselő | Képviselő |
| Lista    | Lista               | Érvényes szavazat | Érvényes szavazat | kt     | kv     | Képviselő | Képviselő |
| -------- | ------------------- | ----------------- | ----------------- | ------ | ------ | --------- | --------- |
|          | MSZP                | 38 997            | 27,48%            | ✓      | ✓      | 13        | 28,3%     |
|          | FKGP                | 29 195            | 20,57%            | ✓      | ✓      | 10        | 21,7%     |
|          | SZDSZ               | 19 869            | 14,00%            | ✓      | ✓      | 8         | 17,4%     |
|          | KDNP-MDF            | 21 183            | 14,93%            | ✓      |        | 7         | 15,2%     |
|          | MDF-KDNP            | 21 183            | 14,93%            |        | ✓      | 7         | 15,2%     |
|          | Fidesz              | 9 045             | 6,37%             | ✓      | ✓      | 3         | 6,5%      |
|          | Munkáspárt          | 5 736             | 4,04%             | ✓      | ✓      | 2         | 4,3%      |
|          | NOE                 | 5 687             | 4,01%             | ✓      | ✗      | 1         | 2,2%      |
|          | Városi PK           | 3 606             | 2,54%             |        | ✓      | 1         | 2,2%      |
|          | Nyugdíjasok         | 2 906             | 2,05%             |        | ✓      | 1         | 2,2%      |
|          | Sportszövetségek    | 3 273             | 2,31%             | ✗      |        | 0         |           |
|          | Németek és horvátok | 2 415             | 1,70%             | ✗      |        | 0         |           |
|          | Németek és horvátok | 2 415             | 1,70%             | ✗      |        | 0         |           |
| Összesen | Összesen            | 141 912           |                   |        |        | 46        |           |

Közel negyvenezer szavazattal az MSZP végzett az első helyen, mögötte majdnem tízezer vokssal elmaradva az FKGP következett. A szocialisták 13, a kisgazdák 10 képviselői székhez jutottak a megyeházán. Ugyan a KDNP és az MDF közös listái bő ezer támogatóval többet mondhattak magukénak, mint a szabaddemokraták, mégis – a mandátumkiosztás sajátosságai miatt – utóbbi nyolc, a jobboldali szövetség pedig csak hét képviselői helyet kapott. Bejutott még a Fidesz három, a Munkáspárt kettő, valamint a nagycsaládosok, a nyugdíjasok és a kiskunhalasi polgári kör egy-egy megbízottja.

### Választókerületenként
| Lista    | Lista               | Érvényes szavazat | Érvényes szavazat | Küszöb | Képviselő | Képviselő |
| -------- | ------------------- | ----------------- | ----------------- | ------ | --------- | --------- |
|          | MSZP                | 26 653            | 28,85%            | ✓      | 8         | 29,6%     |
|          | FKGP                | 21 548            | 23,33%            | ✓      | 7         | 25,9%     |
|          | KDNP-MDF            | 12 833            | 13,89%            | ✓      | 4         | 14,8%     |
|          | SZDSZ               | 11 318            | 12,25%            | ✓      | 4         | 14,8%     |
|          | Fidesz              | 6 624             | 7,17%             | ✓      | 2         | 7,4%      |
|          | NOE                 | 3 997             | 4,33%             | ✓      | 1         | 3,7%      |
|          | Munkáspárt          | 3 709             | 4,02%             | ✓      | 1         | 3,7%      |
|          | Sportszövetségek    | 3 273             | 3,54%             | ✗      | 0         |           |
|          | Németek és horvátok | 2 415             | 2,61%             | ✗      | 0         |           |
|          | Németek és horvátok | 2 415             | 2,61%             | ✗      | 0         |           |
| Összesen | Összesen            | 92 370            |                   | 7/9    | 27        |           |

| Lista    | Lista       | Érvényes szavazat | Érvényes szavazat | Küszöb | Képviselő | Képviselő |
| -------- | ----------- | ----------------- | ----------------- | ------ | --------- | --------- |
|          | MSZP        | 12 344            | 24,92%            | ✓      | 5         | 26,3%     |
|          | SZDSZ       | 8 551             | 17,26%            | ✓      | 4         | 21,1%     |
|          | MDF-KDNP    | 8 350             | 16,85%            | ✓      | 3         | 15,8%     |
|          | FKGP        | 7 647             | 15,44%            | ✓      | 3         | 15,8%     |
|          | Városi PK   | 3 606             | 7,28%             | ✓      | 1         | 5,3%      |
|          | Nyugdíjasok | 2 906             | 5,87%             | ✓      | 1         | 5,3%      |
|          | Fidesz      | 2 421             | 4,89%             | ✓      | 1         | 5,3%      |
|          | Munkáspárt  | 2 027             | 4,09%             | ✓      | 1         | 5,3%      |
|          | NOE         | 1 690             | 3,41%             | ✗      | 0         |           |
| Összesen | Összesen    | 49 542            |                   | 8/9    | 19        |           |

| Lista            | Választókerület | Eltérés  | Eltérés |
| Lista            | Választókerület | Szavazat | %p      |
| ---------------- | --------------- | -------- | ------- |
| Munkáspárt       | kistelepülési   | 14       | +0,02   |
| Munkáspárt       | középvárosi     | 45       | +0,09   |
| NOE              | kistelepülési   | 302      | +0,33   |
| Sportszövetségek | kistelepülési   | −264     | -0,46   |
| NOE              | középvárosi     | −292     | -0,59   |
| Fidesz           | középvárosi     | 439      | +0,89   |

A választás nagyobbrészt a kistelepülési választókerületben dőlt el, hiszen abban 27, míg a középvárosi kerületben 19 képviselői helyet osztottak ki.
A kistelepülési választókerületben 82 ezer érvényes szavazatot számoltak össze a szavazatszámláló bizottságok tagjai. A legtöbb szavazat, több mint 26 ezer az MSZP listájára érkezett. Második helyen az FKGP végzett, nagyjából ötezer vokssal lemaradva a szocialistáktól. A KDNP és az MDF közös listája harmadik lett, közel 13 ezer támogatóval. Alig másfél ezer szavazattal lemaradva az SZDSZ követte őket. Bejutott még a Fidesz, a Munkáspárt és a nagycsaládosok egyesülete. Bő kétszázötven szavazattal maradt el a bejutástól a megyei sportszövetségek listja, és több mint ezerrel a német és horvát nemzetiség szövetség.
A szocialisták 8, a kisgazdák 7 képviselői helyhez jutottak ebben a választókerületben. A KDNP-MDF listának és az SZDSZ-nek 4-4, a Fidesz-nek 2, míg a nagycsaládosoknak és a Munkáspártnak egy-egy további megyeházi szék jutott még.
A középvárosi választókerületben közel 50 ezer érvényes szavazatot adtak le a választópolgárok. A voksok negyede a szocialisták, bő hatoda pedig az SZDSZ listájára érkezett. Előbbi öt, utóbbi négy közgyűlési helyhez jutott ebben a kerületben. Három-három képviselői hellyel gazdagodott az MDF-KDNP szövetség, valamint a kisgazdák, eggyel-eggyel pedig további négy szervezet (a kiskunhalasi Városi Polgári Kör, a megyei nyugdíjas szervezet, a Fidesz és a Munkáspárt). A nagycsaládosok listájának közel háromszáz voks hiányzott a bejutáshoz.
Hat lista eredménye esett a küszöb ±1%-os vonzáskörzetébe, ebből négy átlépte azt, kettő pedig alatt maradt. A Nagycsaládosok Országos Egyesülete mindkét választókerületben a küszöb közelében ért el támogatottságot, a kistelepülési kerületben átlépte azt, míg a középvárosiban alatta maradt. A Fidesz a középvárosi, a Sportszövetségek listája a kistelepülési kerületben került a küszöb közelébe, az előbbi átlépte azt, az utóbbi elmaradt ettől. A legszorosabb eredményeket a Munkáspárt listái érték el, mind a két választókerületben alig egy ezrelékkel lépték át a bejutási küszöböt.

## Az új közgyűlés
| \| 13 \| 10 \| 8 \| 7 \| 3 \| 2 \| 1 \| 1 \| 1 \| |             |            |            |   |   |   |   |   |
| Szervezetek                                       | Szervezetek | Képviselők | Képviselők |   |   |   |   |   |
|                                                   | MSZP        | 13         | 28,3%      |   |   |   |   |   |
|                                                   | FKGP        | 10         | 21,7%      |   |   |   |   |   |
|                                                   | SZDSZ       | 8          | 17,4%      |   |   |   |   |   |
|                                                   | KDNP, MDF   | 7          | 15,2%      |   |   |   |   |   |
|                                                   | Fidesz      | 3          | 6,5%       |   |   |   |   |   |
|                                                   | Munkáspárt  | 2          | 4,3%       |   |   |   |   |   |
|                                                   | NOE         | 1          | 2,2%       |   |   |   |   |   |
|                                                   | Városi PK   | 1          | 2,2%       |   |   |   |   |   |
|                                                   | Nyugdíjasok | 1          | 2,2%       |   |   |   |   |   |
| Összesen                                          | Összesen    | 46         |            |   |   |   |   |   |
| 13                                                | 10          | 8          | 7          | 3 | 2 | 1 | 1 | 1 |

| Elnök         | Elnök | Elnök  |
| ------------- | ----- | ------ |
| Balogh László |       |        |
|               |       |        |
| MSZP          |       |        |
|               |       |        |
| Alelnökök     |       |        |
| Bacsó Mihály  |       | Fidesz |
| Ádám Pál      |       | FKGP   |
| Szabó Imre    |       | FKGP   |
|               |       |        |

Másfél héttel a választások után három párt kötött együttműködési megállapodást. Az MSZP, az FKGP és a Fidesz összesen 26 képviselővel bírt a 46 fős közgyűlésben. Az együttműködésben rögzítették a közös elnökjelölt személyét, továbbá azt is, hogy a három alelnöki helyből kettőt a kisgazdák, egyet pedig a fiatal demokraták kapnak meg. Az elnöki székbe Balogh Lászlót, a szocialisták képviselőjét, az 1990 óta hivatalban lévő alelnököt jelölték.
A választások utáni hetek megrázó eseménye volt, hogy december 22-én autóbalesetben elhunyt a közgyűlés még hivatalban lévő elnöke, Kőtörő Miklós. Az eset miatt a közgyűlés alakuló ülése is elhalasztásra került.
Az alakuló ülésére végül január 6-án került sor a kecskeméti megyeházán. A közgyűlés elnöki tisztségére Balogh László kapott bizalmat, 33 támogató szavazattal. Alelnökké a kecskeméti Bacsó Mihályt (Fidesz), a lajosmizsei Ádám Pált (FKGP) és a dunapataji Szabó Imrét (FKGP) választották.

### A megválasztott képviselők
| MSZP                      |
| ------------------------- |
|                           |
| kistelepülések            |
| dr. Balogh László         |
| Mózes Ernő                |
| Schindler János           |
| Lengyelné László Veronika |
| Czakó István              |
| dr. Urbán András          |
| Mamuzsits Sándor          |
| Frankó János              |
| középvárosok              |
| Gaborják József           |
| Széll Péter               |
| Ficsór József             |
| Szabó Károly              |
| dr. Molnár Gábor          |

| FKGP                 |
| -------------------- |
|                      |
| kistelepülések       |
| Cseh Szakáll Sándor  |
| Balogh József        |
| Urbán László         |
| dr. Mihályi Lászlóné |
| Szabó Imre           |
| Hirsch Imre          |
| Tisóczki József      |
| középvárosok         |
| dr. Ádám Pál         |
| Kalmár József        |
| Oláh Attila          |

| SZDSZ                        |
| ---------------------------- |
|                              |
| kistelepülések               |
| (Kőtörő Miklós) Schőn Ferenc |
| Berkecz László               |
| Deák István                  |
| Vajda Zoltán                 |
| középvárosok                 |
| Török Gusztáv Andor          |
| Cserháti János               |
| Kiss Kálmán Tibor            |
| Vas Benő                     |

| KDNP-MDF           |
| ------------------ |
|                    |
| kistelepülések     |
| Trepák Árpád       |
| Karsai Péter       |
| Besesek Béla       |
| Anka Balázs        |
| MDF-KDNP           |
|                    |
| középvárosok       |
| Éber András        |
| dr. Frigyes Ferenc |
| Fekete Pál         |

| Fidesz           |
| ---------------- |
|                  |
| kistelepülések   |
| dr. Bacsó Mihály |
| dr. Zombor Gábor |
| középvárosok     |
| Endre Sándor     |

| Munkáspárt     |
| -------------- |
|                |
| kistelepülések |
| Balog Jánosné  |
| középvárosok   |
| Erős József    |

| NOE            |
| -------------- |
|                |
| kistelepülések |
| Markolt Endre  |

| Városi PK    |
| ------------ |
|              |
| középvárosok |
| Tóth Zoltán  |

| Nyugdíjasok   |
| ------------- |
|               |
| középvárosok  |
| Miklós László |